# 後藤真太郎
後藤 真太郎（ごとう しんたろう、1894年5月28日 - 1954年1月27日）は、日本の出版・編集者、座右宝刊行会社長。
京都府生まれ。京都絵画専門学校で日本画を学ぶ。小出楢重と親交を結び、『白樺』に共感、1918年武者小路実篤の「新しき村」運動に参加するが翌年離村。1927年上京。1926年志賀直哉が『座右宝』を刊行したのち、同刊行会刊、岡田三郎助編『時代裂』を手伝い、のち同会の主宰者となる。
座右宝刊行会は以後、美学、美術史、建築、考古学関係の書籍及び画集等の専門的出版・編集プロダクションとして特異な存在となる。日満文化協会評議員として中国・満洲方面へ毎年渡り文化交流に貢献。1933年に美術団体「清光会」を創立、連年展覧会を開いた。古美術品を愛し陶器の蒐集家でもある。
主な刊行図書は、先の「座右宝」についで「聚楽」、「纂組英華」、「時代裂」、「Garden of Japan」、「熱河」、「浜田青陵全集」、伊東忠太「支那建築装飾」、水野清一・長広敏雄「龍門石窟の研究」、池内宏「通溝」など。
戦後、雑誌『座右宝』を創刊したが、19号で廃刊。真太郎没後、座右宝刊行会は息子の後藤茂樹が引き継ぎ、1981年の倒産まで、河出書房、小学館、集英社などを版元として、美術全集の編集で活動した。

## 編書
- 「時代裂」（岡田三郎助共編）
- 牧野虎雄画集 岩田同和会、1935年 - 1937年
- 「華岳素描」座右宝刊行会、1944年
- 「旅順博物館図録」

## 参考
- 生江知子編『志賀直哉全集第16巻人名索引』岩波書店
- 現代日本人名録物故者編